# Rikiya Kawamae
Rikiya Kawamae (川前 力也, Kawamae Rikiya) est un footballeur japonais né le 20 août 1971.